# Hacıahmetpınarı, Dursunbey
Hacıahmetpınarı là một xã thuộc huyện Dursunbey, tỉnh Balıkesir, Thổ Nhĩ Kỳ. Dân số thời điểm năm 2010 là 128 người.